# کشته‌شدن آرمان علی‌وردی
آرمان علی‌وردی (درگذشتهٔ ۶ آبان ۱۴۰۱)، طلبه بسیجی اهل ایران بود که چهارم آبان ۱۴۰۱ و در جریان سرکوب خیزش ۱۴۰۱ ایران، در شهرک اکباتان تهران زخمی شد و بعد از آن درگذشت. سن او به هنگام کشته‌شدن، ۲۱ سال عنوان شده است.

## کشته‌شدن
به گزارش خبرگزاری تسنیم، وابسته به سپاه پاسداران، آرمان علی‌وردی عضو بسیج یگان امنیتی امام رضا و طلبه حوزه علمیه آیت‌الله مجتهدی بود. وی ساکن محله شهران بود که در روز ۴ آبان ۱۴۰۱ و در جریان درگیرهای در شهرک اکباتان در مأموریتی از سوی بسیج برای سرکوب اعتراضات در محل حادثه حضور داشت. وی سپس توسط عده ای ربوده شد و مورد شکنجه قرار گرفت. ربایندگان سپس پیکر نیمه جان وی را در خیابان رها کردند که ساعاتی بعد توسط دیگر بسیجیان پیدا می‌شود و سریعاً به بیمارستان بقیةالله انتقال می‌یابد اما بر اثر خونریزی و شدت جراحات وارده در روز ۶ آبان جان می‌سپارد. به گزارش همشهری، یکی از متهمان دستگیر شده، وقایع آن شب را اینگونه توصیف می‌کند که: «من و دوستانم جوان بسیجی را دنبال کردیم و در پارکینگ یکی از بلوک‌های شهرک اکباتان او را گیر انداختیم. به او گفتم کد رمزت را بگو و سپس با چاقو او را زدم. یک نفر با سنگ به او ضربه زد و دیگری هم وی را به باد کتک گرفت.»به ادعای شبکه العالم یکی از همراهان او مدعی است که وی را برای توهین به رهبر جمهوری اسلامی ایران تحت فشار قرار داده بودند که او قبول نکرده بود.

### خاکسپاری
تشییع جنازه وی در ۸ آبان ماه در شهران برگزار و در قطعه ۵۰ گورستان بهشت زهرا دفن شد.

## دستگیری‌ها
ده روز پس از حادثه پلیس مدعی شد که عاملان اصلی این اقدام را شناسایی و دستگیر کرده است. روزنامهٔ جوان وابسته به سپاه پاسداران نوشت: «... متهمان که همگی جوان هستند و تحصیلاتی از سیکل تا دیپلم دارند در بازجویی‌ها ادعا می‌کنند تحت تأثیر آموزش‌های شبکه‌های مجازی و مصرف ماده مخدر گل و جنگ رسانه‌ای بیگانگان قرار گرفته و فریب خورده‌اند.»
تعداد متهمان دستگیر شده ۵ نفر اعلام شده است، (۱ نفر به اتهام زدن ضربات چاقو، ۱ نفر متهم به زدن با سنگ، ۱ نفر متهم به ضرب و شتم و ۲ نفر دیگر فیلم‌بردار و انتشار دهنده فیلم بوده‌اند) و تعداد کل مظنونان پرونده، ۱۵ نفر عنوان شده است. به گزارش فارس، در ۱۶ آبان، فرمانده سپاه تهران از دستگیری ۱۴ نفر از عوامل کشته‌شدن آرمان علی‌وردی خبر داد.

## واکنش‌ها
کشته‌شدن آرمان علی‌وردی موجب واکنش‌های بسیاری به‌ویژه از سوی مسئولان رده بالا و سران نظام شد.
علی خامنه‌ای در جریان سخنرانی در دیدار با دانش‌آموزان در روز ۱۱ آبان‌ماه، ضمن سکوت در برابر نقش حکومت در بروز اعتراضات جاری، با اشاره به کشته‌شدن این طلبه جوان خواستار شناسایی و مجازات عاملان آن شد. حسین رحیمی، رئیس پلیس وقت تهران، کشته‌شدن این طلبه را «جنایت بزرگ و فجیع» خواند و عاملان آن را فریب‌خوردگان دشمن خطاب کرد. سخنگوی قوه قضائیه و جمعی از نمایندگان مجلس شورای اسلامی، با خانواده او دیدار کردند. سخنگوی دولت نیز در توئیتی، خون وی را ضامن تحقق آرمان‌های بزرگ ایران خواند. وزیر فرهنگ و ارشاد اسلامی نیز به کشته‌شدن و تشیع جنازه آرمان علی‌وردی واکنش نشان داد و از عدم محکومیت این رفتار در رسانه‌ها، انتقاد کرد. سعید جلیلی نیز این کشته‌شدن را نماد مظلومیت و سربلندی انقلاب اسلامی دانست.

### حمله به اکباتان
به گزارش نیویورک تایمز، پس از ضرب و شتم آرمان علی‌وردی در شهرک اکباتان، سرکوب معترضان در این شهرک تشدید شد و نیروهای امنیتی از جمله مأموران ضد شورش، لباس شخصی‌ها و شبه‌نظامیان بسیجی هر شب به منطقه حمله می‌کردند و ساکنان را مورد ضرب و شتم و دستگیری قرار می‌دادند. شهرک اکباتان، یک مجتمع آپارتمانی در غرب تهران است که صحنه اعتراضات شبانه پس از کشته‌شدن مهسا امینی بود و هزاران نفر از ساکنان از پنجره‌های آپارتمان خود علیه مقامات جمهوری اسلامی شعار سر می‌دادند.

### تغییر نام خیابان و شهرک اکباتان
در جلسه شورای شهر تهران، مطرح شد تا دو خیابان به نام آرمان علی‌وردی تغییر یابد. طی این جلسه، با ۲۰ رای موافق، تصویب شد تا خیابان‌های نیلوفر جنوبی و قدس در تقاطع خیابان شهران جنوبی در منطقه پنجم تهران، به نام این فرد درآید. روزنامه هم‌میهن در تیتری، از پیشنهاد تغییر نام شهرک اکباتان پس از کشته‌شدن این طلبه یاد کرد.

### تغییر نام ایستگاه متروی کوهسار
با افتتاح ایستگاه متروی کوهسار با حضور ابراهیم رییسی، نام این ایستگاه به «شهید آرمان علی‌وردی» تغییر کرد.